# Škurinje
Škurinje (italienska: Scurigne) är ett lokalnämndsområde och stadsdel i Rijeka i Kroatien. I stadsdelen finns bland annat ett köpcentrum och Škurinjes trafikplats med avfarter från motorväg A7 mot det lokala köpcentret och Rijekas stadscentrum.     

## Geografi
Škurinje gränsar till lokalnämndsområdena Škurinjska Draga i söder, Podmurvice i sydväst, Pehlin i väster och Drenova i öster. I norr gränsar stadsdelen mot bosättningen Marinići i Viškovos kommun. 

## Byggnader och anläggningar (urval)
- Ivan Zajcs grundskola
- Johannes Döparens kyrka
- Škurinjes grundskola